# Tratado de Resht

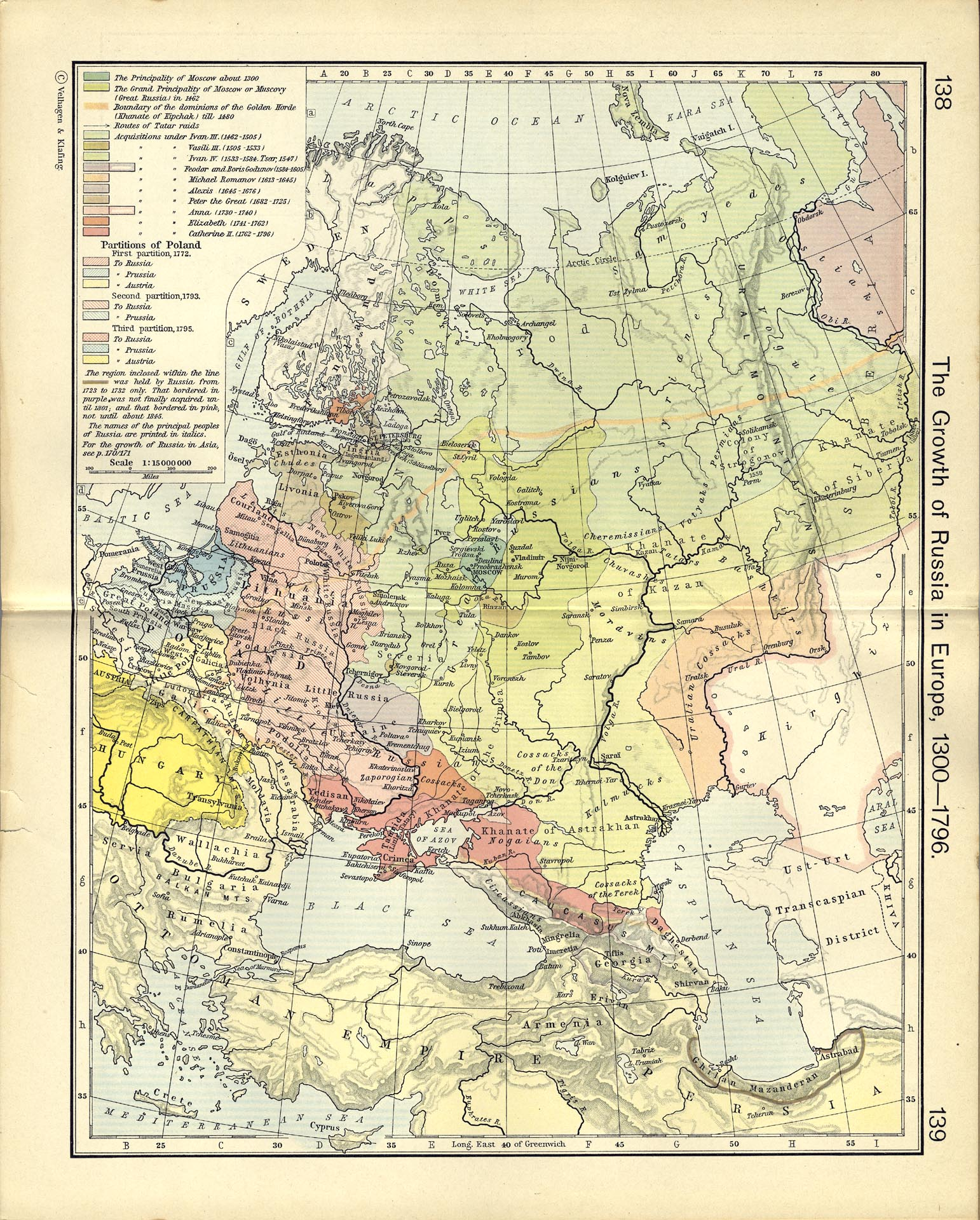
Territorios rusos después del Tratado de Resht.

El tratado de Resht (del ruso: Ре́штский догово́р), en persa: عهدنامه رشت‎ fue un tratado firmado el 21 de enero de 1732 en Rasht (actual Irán) entre el Imperio ruso y el Imperio safávida por el que el primero renunciaba a sus derechos sobre el territorio al sur del río Kurá, es decir, las provincias de Guilán, Mazandarán y Astrabad conquistadas a principios de la década de 1720 por Pedro I el Grande. Las ciudades de Bakú y Derbent serían devueltas tres años después en el tratado de Ganyá (1735), que reafirmaría las condiciones de Resht. A cambio, los persas, gobernados de facto por el virrey afsárida Nader Kan, se comprometían a otorgar privilegios mercantiles a los rusos y prometían restituir en el trono a Vajtang VI en Kartli en cuanto se expulsara a las tropas otomanas que lo ocupaban.